# Belgershain
Belgershain ist eine Gemeinde im Landkreis Leipzig in Sachsen. Sie ist Teil der Verwaltungsgemeinschaft Naunhof.

## Geschichte
Belgershain wurde erstmals 1296 urkundlich erwähnt. Der Ortsteil Threna ist als Sitz des Wulferus von Trenowe schon für das Jahr 1205 belegt und beging im Juni 2005 seine 800-Jahr-Feier.
Obwohl Belgershain nach 1990 nur einen Ort mit ca. 800 Einwohnern (Threna) eingemeindet hat, ist sie in Sachsen die bzgl. der Bevölkerungszahl prozentual am stärksten gewachsene Gemeinde.

## Gemeindegliederung
- Belgershain
- Köhra
- Rohrbach
- Threna

### Eingemeindungen
| Ehemalige Gemeinde | Datum         | Anmerkung |
| ------------------ | ------------- | --------- |
| Köhra              | 1974          |           |
| Rohrbach           | 1965          |           |
| Threna             | 1. April 1995 |           |

## Politik

### Gemeinderat
Seit der Gemeinderatswahl am 9. Juni 2024 verteilen sich die 12 Sitze des Gemeinderates folgendermaßen auf die einzelnen Gruppierungen:
- Freie Wählervereinigung (FW): 7 Sitze
- AfD: 1 Sitz (zwei Sitze bleiben mangels Kandidaten unbesetzt)
- Wir für unsere Gemeinde 2 Sitze
- Belgershainer Initiative (BI): 2 Sitze

| Gemeinderat ab 2024Insgesamt 12 Sitze - FWV: 7 - WfuG: 2 - BI: 2 - AfD: 1 Die AfD kann zwei Sitze nicht besetzen. Der Gemeinderat verkleinert sich entsprechend. | Liste                    | 2024   | 2024   | 2019   | 2019   | 2014   | 2014   |
| Gemeinderat ab 2024Insgesamt 12 Sitze - FWV: 7 - WfuG: 2 - BI: 2 - AfD: 1 Die AfD kann zwei Sitze nicht besetzen. Der Gemeinderat verkleinert sich entsprechend. | Liste                    | Sitze  | in %   | Sitze  | in %   | Sitze  | in %   |
| Gemeinderat ab 2024Insgesamt 12 Sitze - FWV: 7 - WfuG: 2 - BI: 2 - AfD: 1 Die AfD kann zwei Sitze nicht besetzen. Der Gemeinderat verkleinert sich entsprechend. | Freie Wählervereinigung  | 7      | 47,8   | 8      | 53,9   | 9      | 59,7   |
| Gemeinderat ab 2024Insgesamt 12 Sitze - FWV: 7 - WfuG: 2 - BI: 2 - AfD: 1 Die AfD kann zwei Sitze nicht besetzen. Der Gemeinderat verkleinert sich entsprechend. | AfD                      | 1      | 22,7   | 1      | 16,8   | –      | –      |
| Gemeinderat ab 2024Insgesamt 12 Sitze - FWV: 7 - WfuG: 2 - BI: 2 - AfD: 1 Die AfD kann zwei Sitze nicht besetzen. Der Gemeinderat verkleinert sich entsprechend. | Wir für unsere Gemeinde  | 2      | 17,2   | –      | –      | –      | –      |
| Gemeinderat ab 2024Insgesamt 12 Sitze - FWV: 7 - WfuG: 2 - BI: 2 - AfD: 1 Die AfD kann zwei Sitze nicht besetzen. Der Gemeinderat verkleinert sich entsprechend. | Belgershainer Initiative | 2      | 12,3   | 2      | 15,9   | 1      | 11,8   |
| Gemeinderat ab 2024Insgesamt 12 Sitze - FWV: 7 - WfuG: 2 - BI: 2 - AfD: 1 Die AfD kann zwei Sitze nicht besetzen. Der Gemeinderat verkleinert sich entsprechend. | Linke                    | –      | –      | 2      | 13,3   | 2      | 15,0   |
| Gemeinderat ab 2024Insgesamt 12 Sitze - FWV: 7 - WfuG: 2 - BI: 2 - AfD: 1 Die AfD kann zwei Sitze nicht besetzen. Der Gemeinderat verkleinert sich entsprechend. | CDU                      | –      | –      | –      | –      | 1      | 13,6   |
| Gemeinderat ab 2024Insgesamt 12 Sitze - FWV: 7 - WfuG: 2 - BI: 2 - AfD: 1 Die AfD kann zwei Sitze nicht besetzen. Der Gemeinderat verkleinert sich entsprechend. | Wahlbeteiligung          | 74,1 % | 74,1 % | 66,7 % | 66,7 % | 50,7 % | 50,7 % |

### Bürgermeister
Bürgermeister ist seit 2022 Guido Mai (FWV).

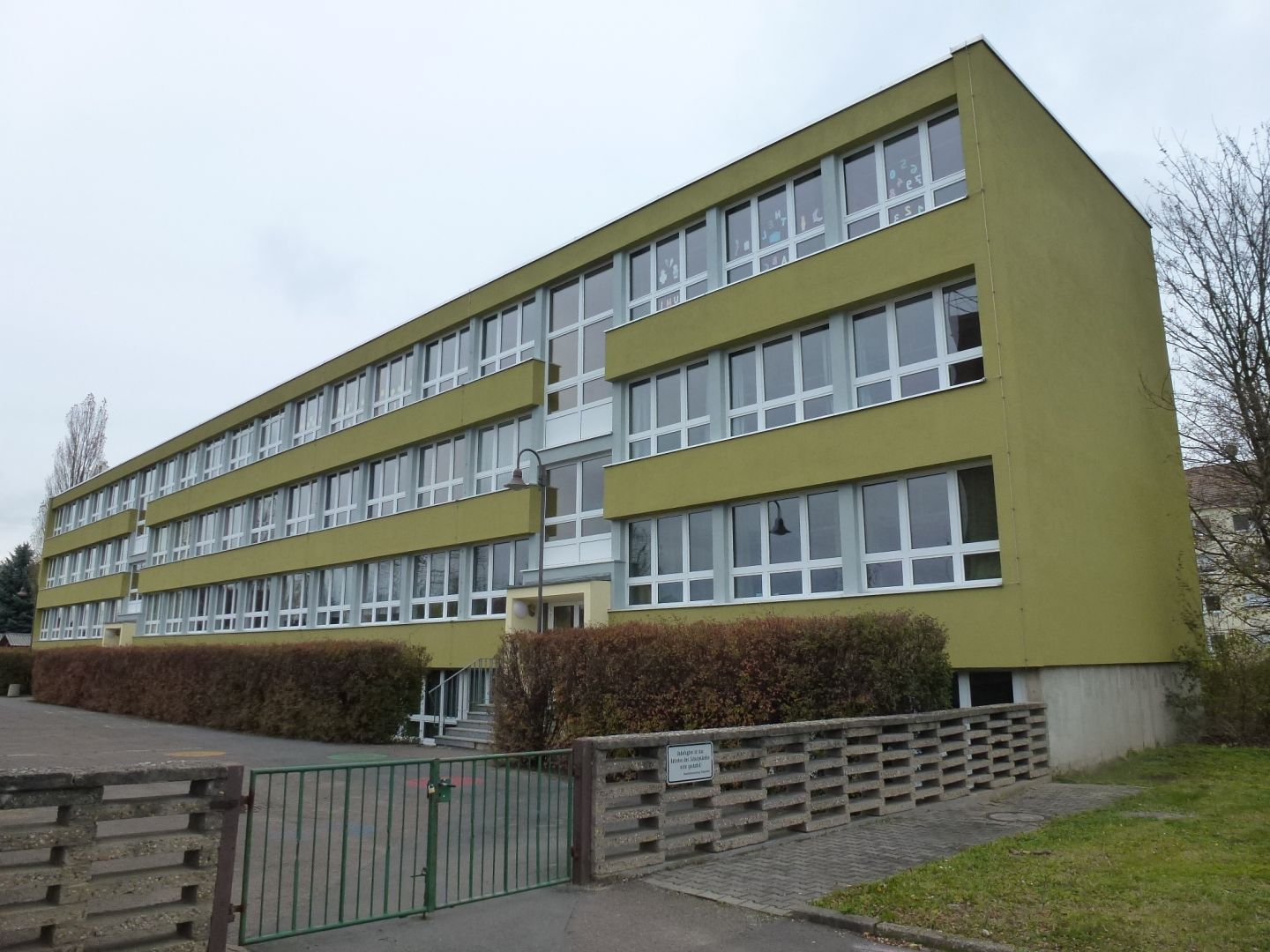
Schule

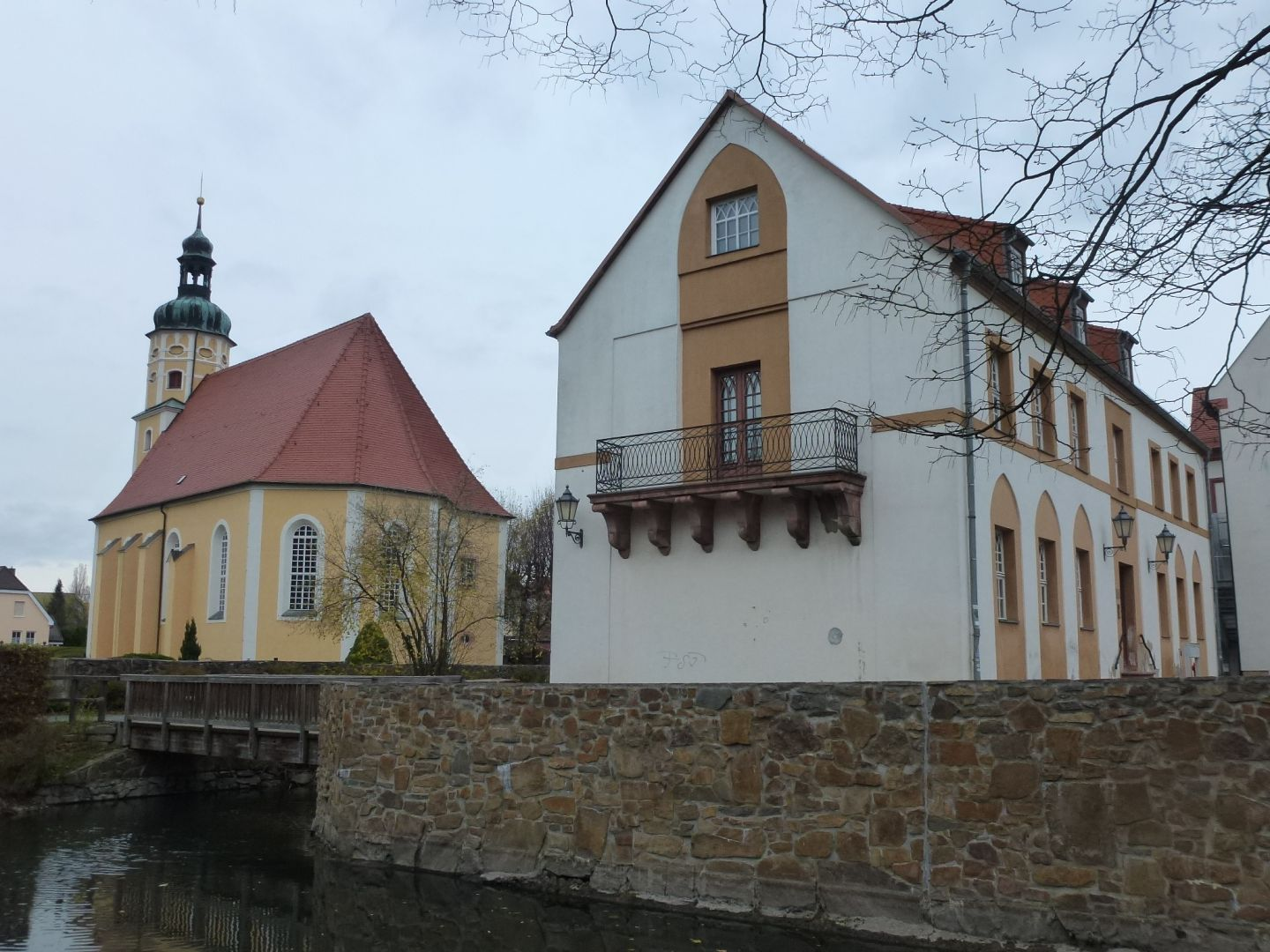
Rathaus und Kirche

| Wahl | Bürgermeister  | Vorschlag | Wahlergebnis (in %) |
| ---- | -------------- | --------- | ------------------- |
| 2022 | Guido Mai      | FWV       | 56,1                |
| 2015 | Thomas Hagenow | FW        | 53,6                |
| 2008 | Thomas Hagenow | FWV       | 65,0                |
| 2001 | Thomas Hagenow | FWV       | 61,8                |
| 1994 | Reiner Schott  | CDU       | 82,0                |

## Infrastruktur

### Verkehr
Die Gemeinde liegt an der Staatsstraße 38 Leipzig–Grimma (Ortsteile Threna und Köhra), sowie an der Bahnstrecke Leipzig–Geithain (Bahnhof Belgershain im gleichnamigen Ortsteil). Die Strecke wird seit Dezember 2015 von der DB Regio Südost tagsüber im Stundentakt befahren. Morgens und Abends hält auch der Regionalexpress RE6 der Mitteldeutschen Regiobahn je einmal.

### Schule
In Belgershain gibt es eine zweizügige Grundschule mit Ganztagsangebot und Schulhort „Schlossgeister“.
Kindergärten
Es existieren 4 Kindereinrichtungen im Gemeindegebiet: Köhra „Märchenland“, Threna „Vier Jahreszeiten“, Belgershain „Schwalbennest“ und „Schlossgeister“.

## Sehenswürdigkeiten
- neogotisches Schloss Belgershain mit Schlosspark
- Rohrbach: Kirche (im Jahr 1898 geweiht), um 1500 künstlich geschaffene Teichlandschaft
- Kirchen in Köhra und Threna aus dem 13. Jahrhundert
- barocke Johanneskirche Belgershain

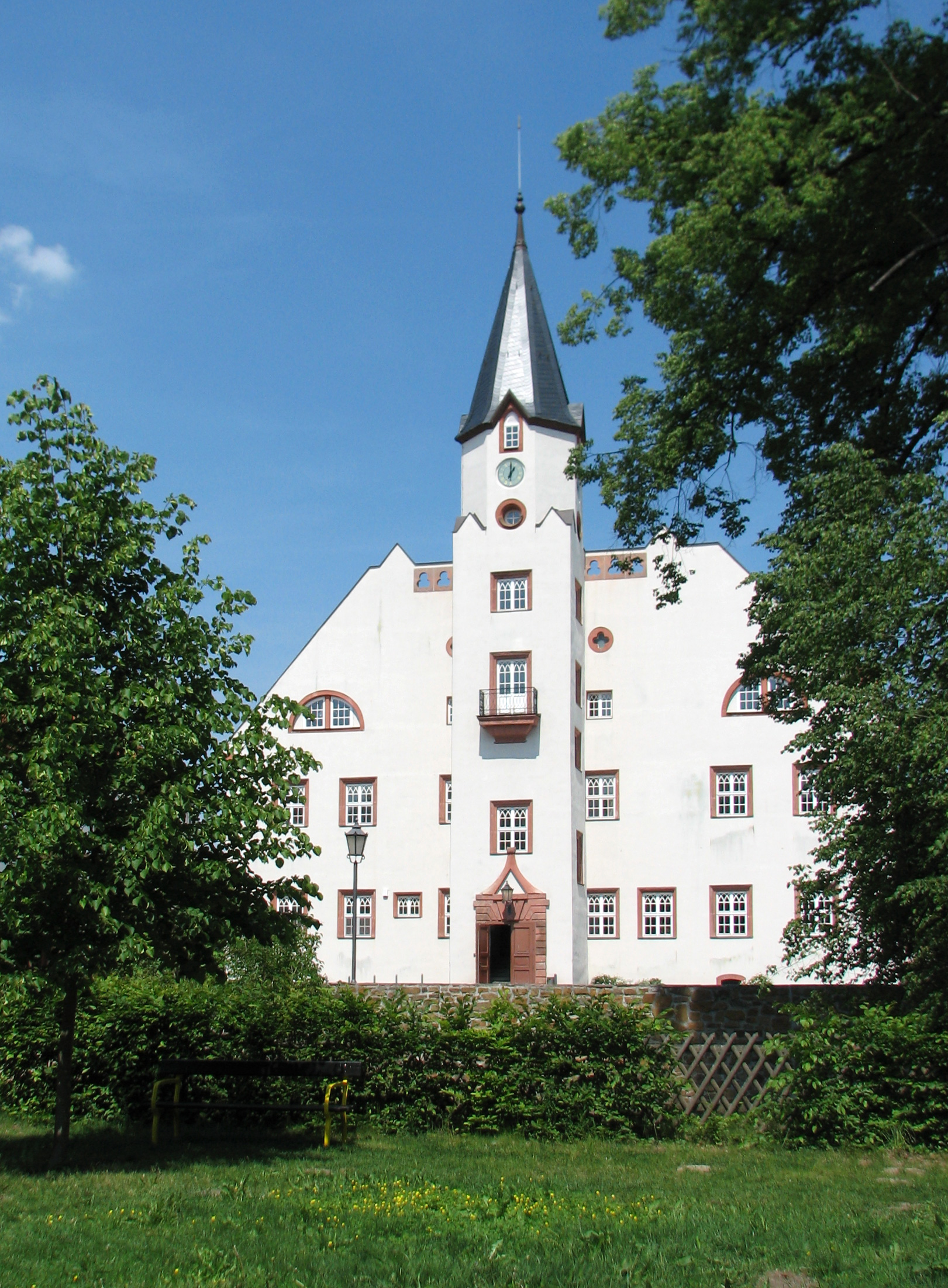
Schloss
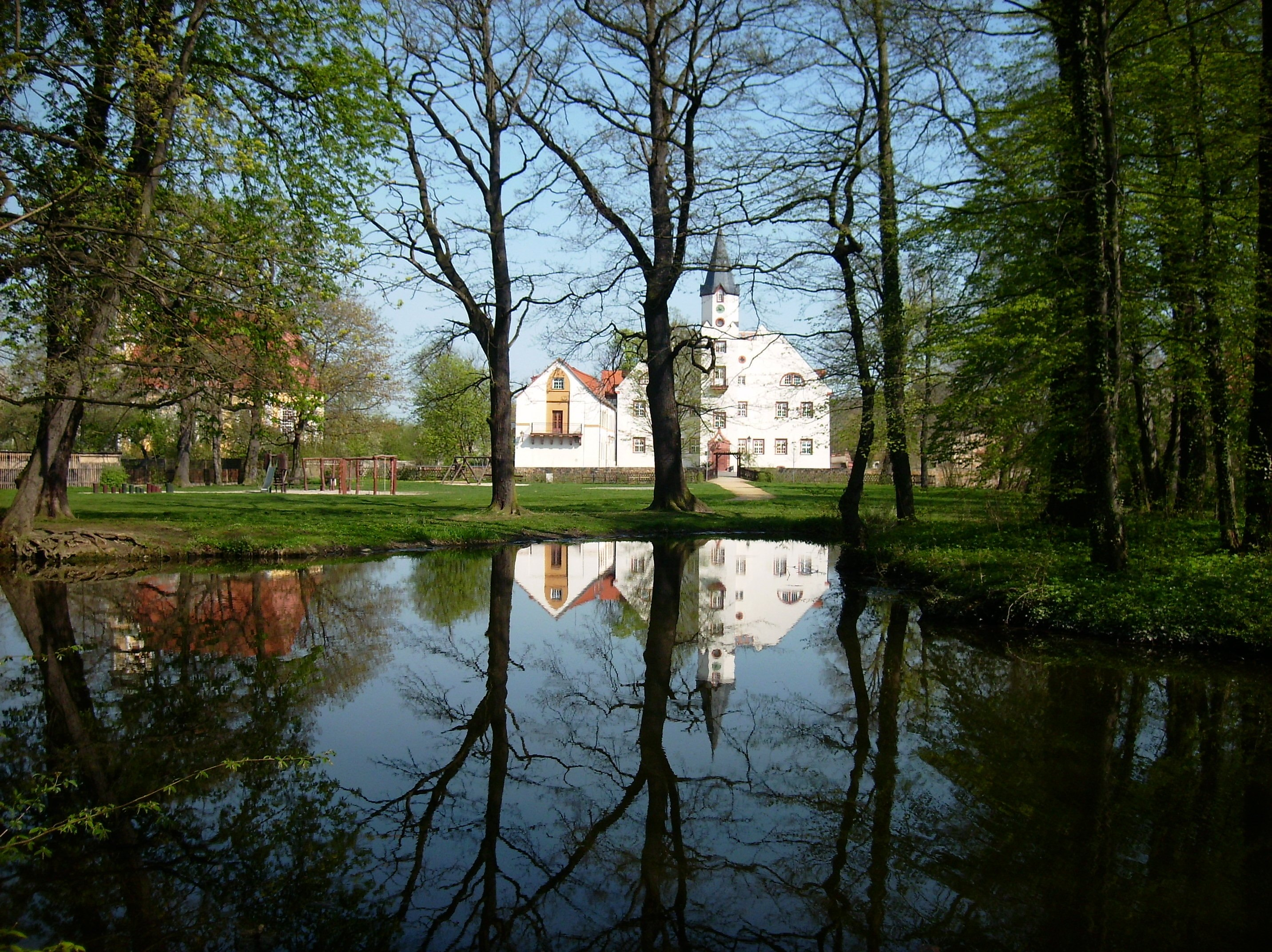
Blick vom Park auf das Schloss und das Kavaliershaus
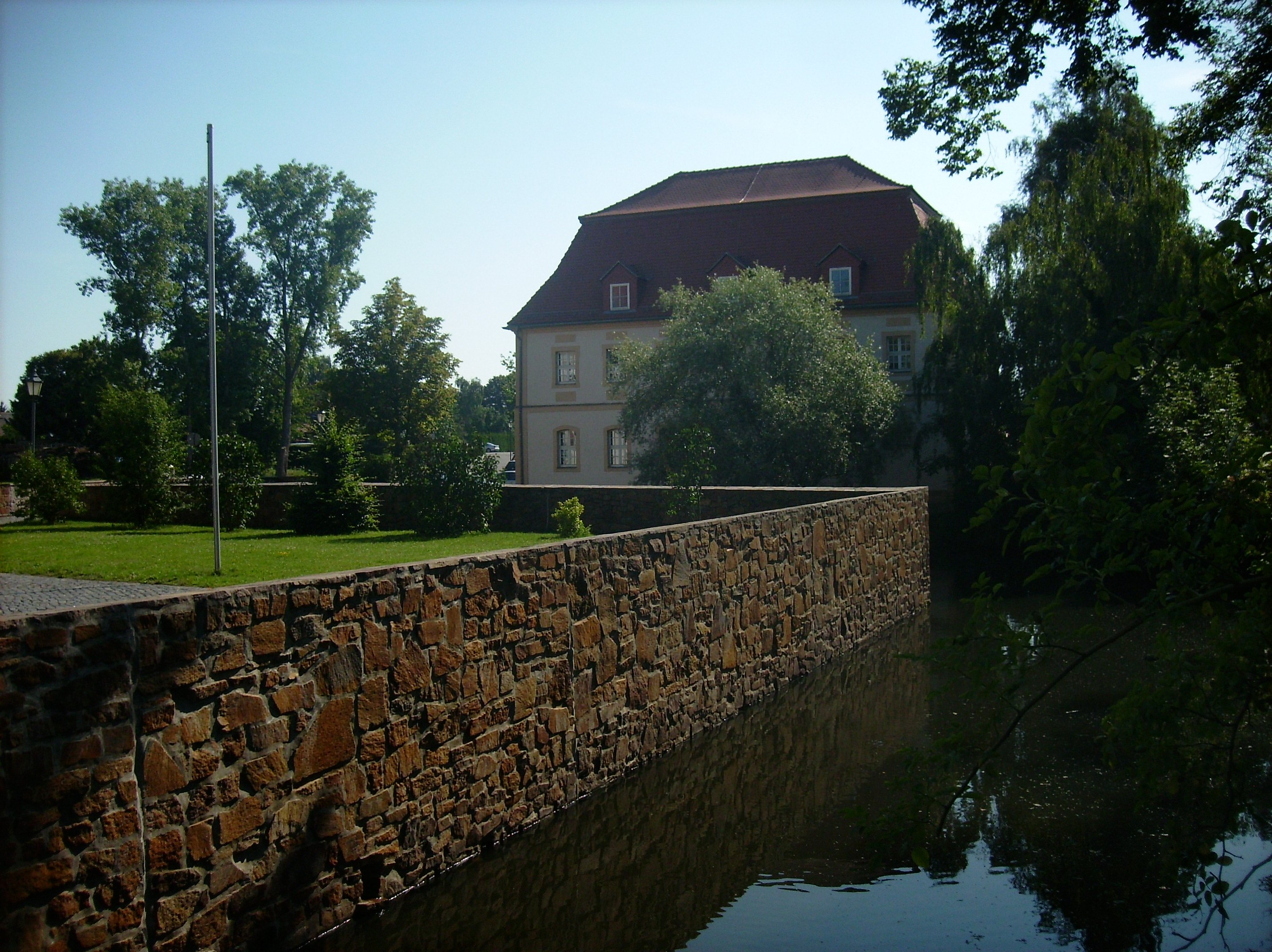
Gemeindeverwaltung
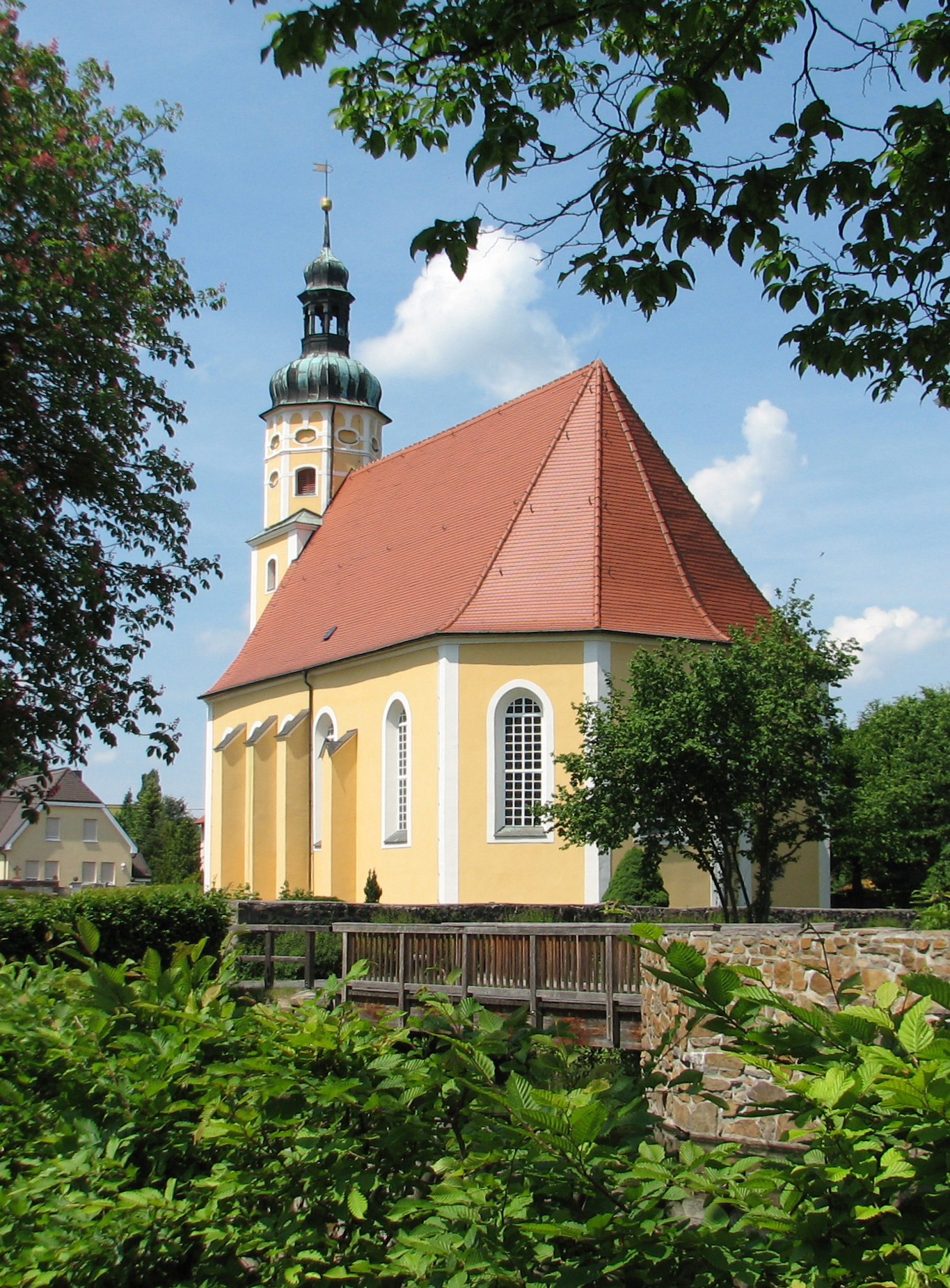
Johanneskirche Belgershain

### Naturschutz
- Siehe auch: Liste der Naturdenkmale in Belgershain

## Vereine
In Belgershain gibt es zur Förderung der sportlichen Aktivitäten den Verein SV 1863 Belgershain. Es werden die Sportarten Fußball, Volleyball, Badminton, Kegeln und Leichtathletik für männliche wie weibliche Bewohner, auch Kinder, der Gemeinde angeboten.
Es gibt noch 15 weitere Vereine und zwei Freiwillige Feuerwehren (Threna, Belgershain).

## Persönlichkeiten
- Alfred Georg von Bake (1854–1934), preußischer Beamter
- Heinz Angermeyer (1909–1988), Filmproduzent
- Klaus Havenstein (* 1949), Fußballspieler